# Drepanocladus perplicatus
Drepanocladus perplicatus är en bladmossart som beskrevs av Georg Roth 1908. Drepanocladus perplicatus ingår i släktet krokmossor, och familjen Amblystegiaceae. Inga underarter finns listade i Catalogue of Life.